# Бухта Ханаума
Бухта Ганаума (англ. Hanauma Bay, «Бухта Притулку») — бухта на південно-західному березі острова Оагу, Гаваї.
Бухта знаходиться у кратері вулкана. Вибухові виверження вулкана сталися десятки тисяч років тому та вважаються останніми на острові Оагу.
Пляж бухти є улюбленим місцем туристів.

## Фото-галерея

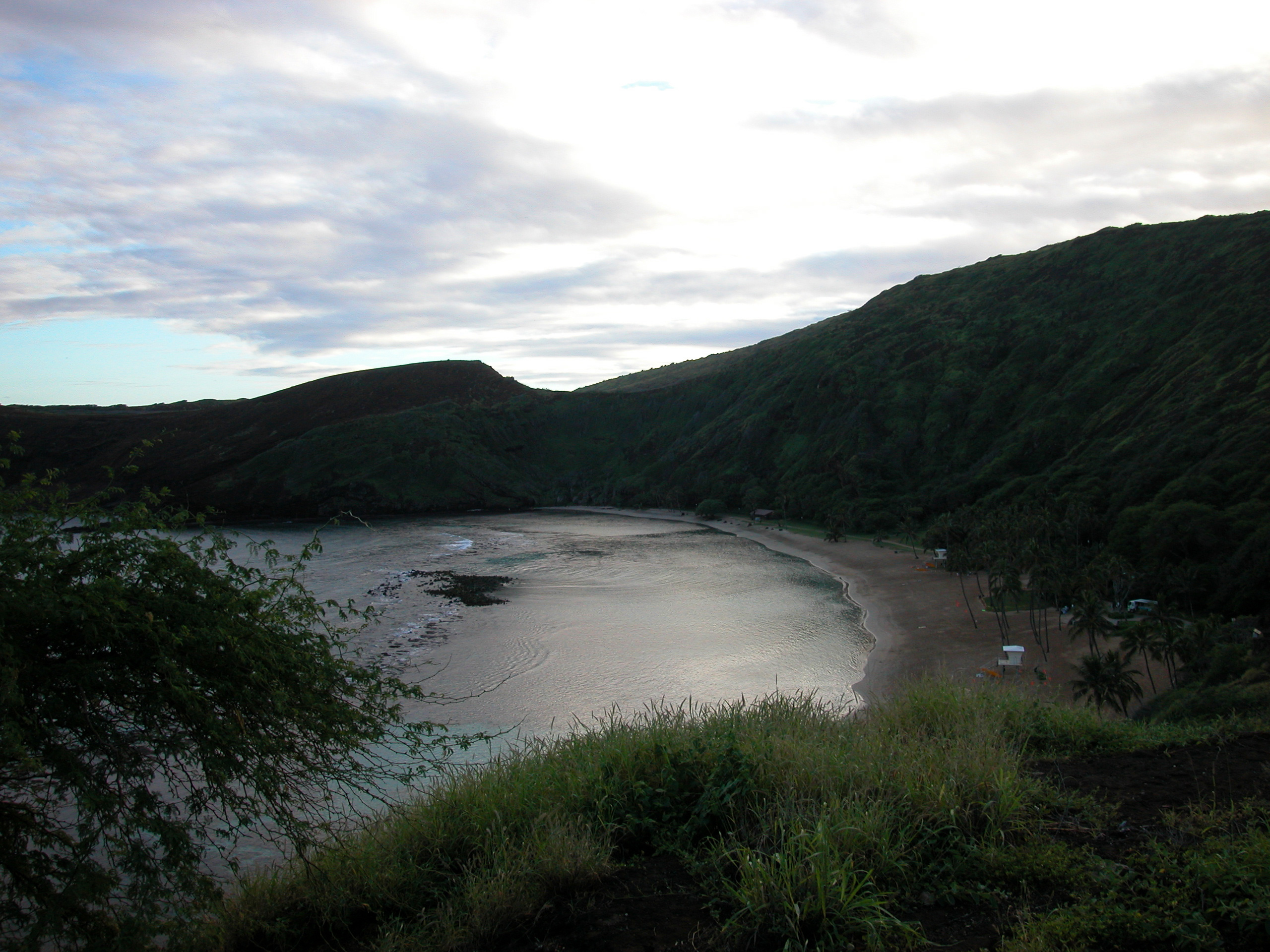
Бухта Ганаума ввечері
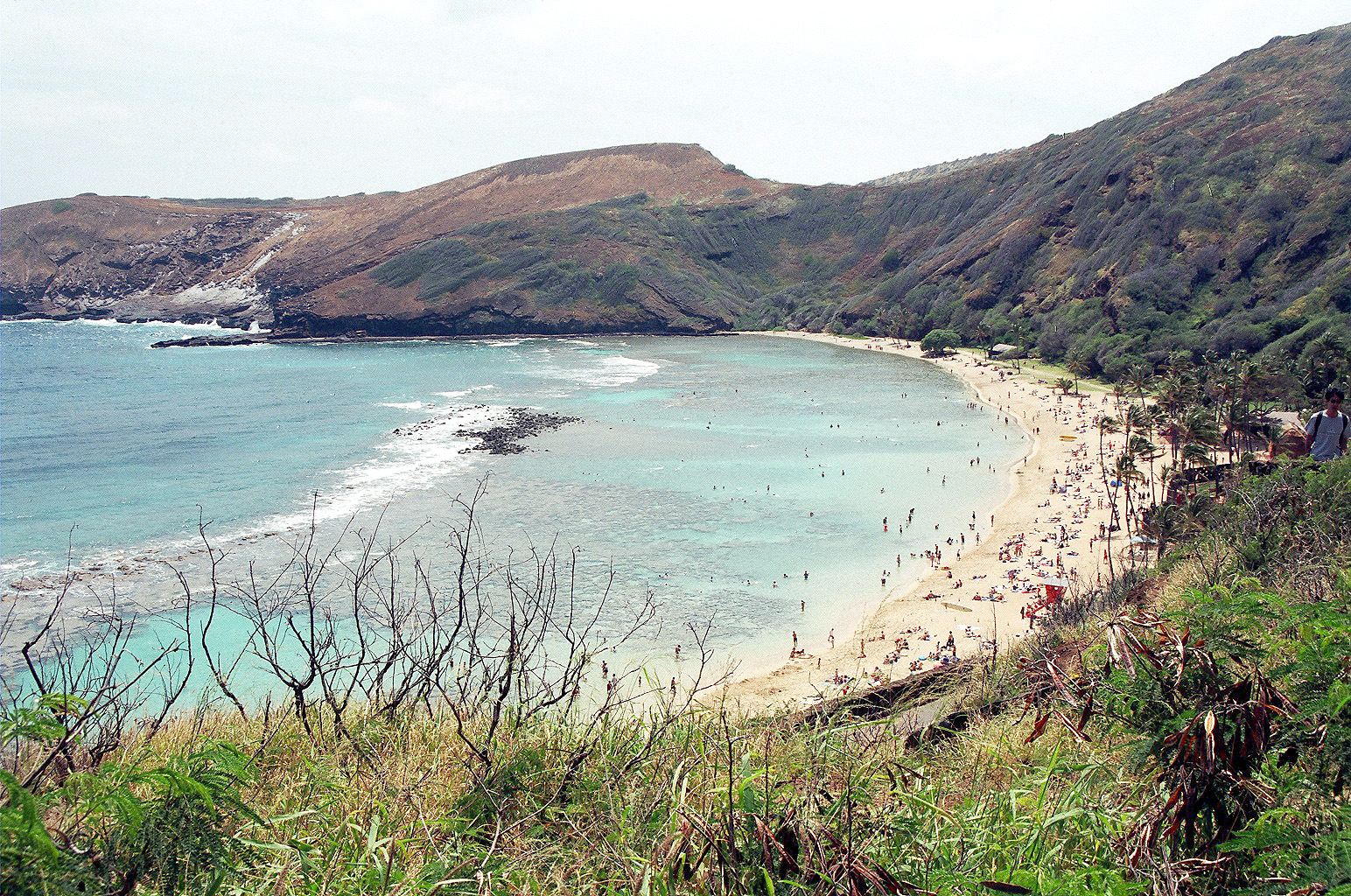
Бухта Ганаума пізнім ранком
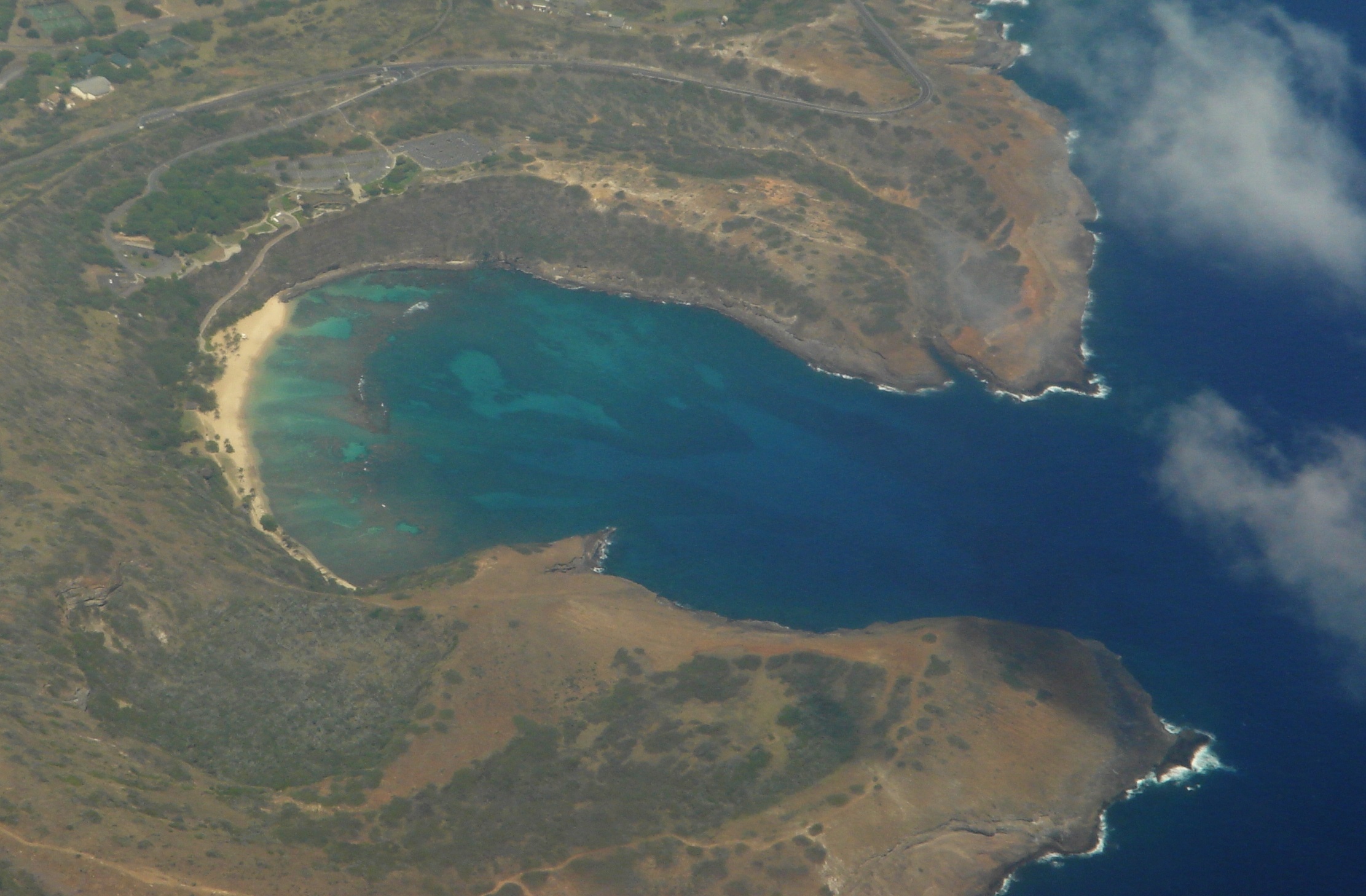
Вид з повітря
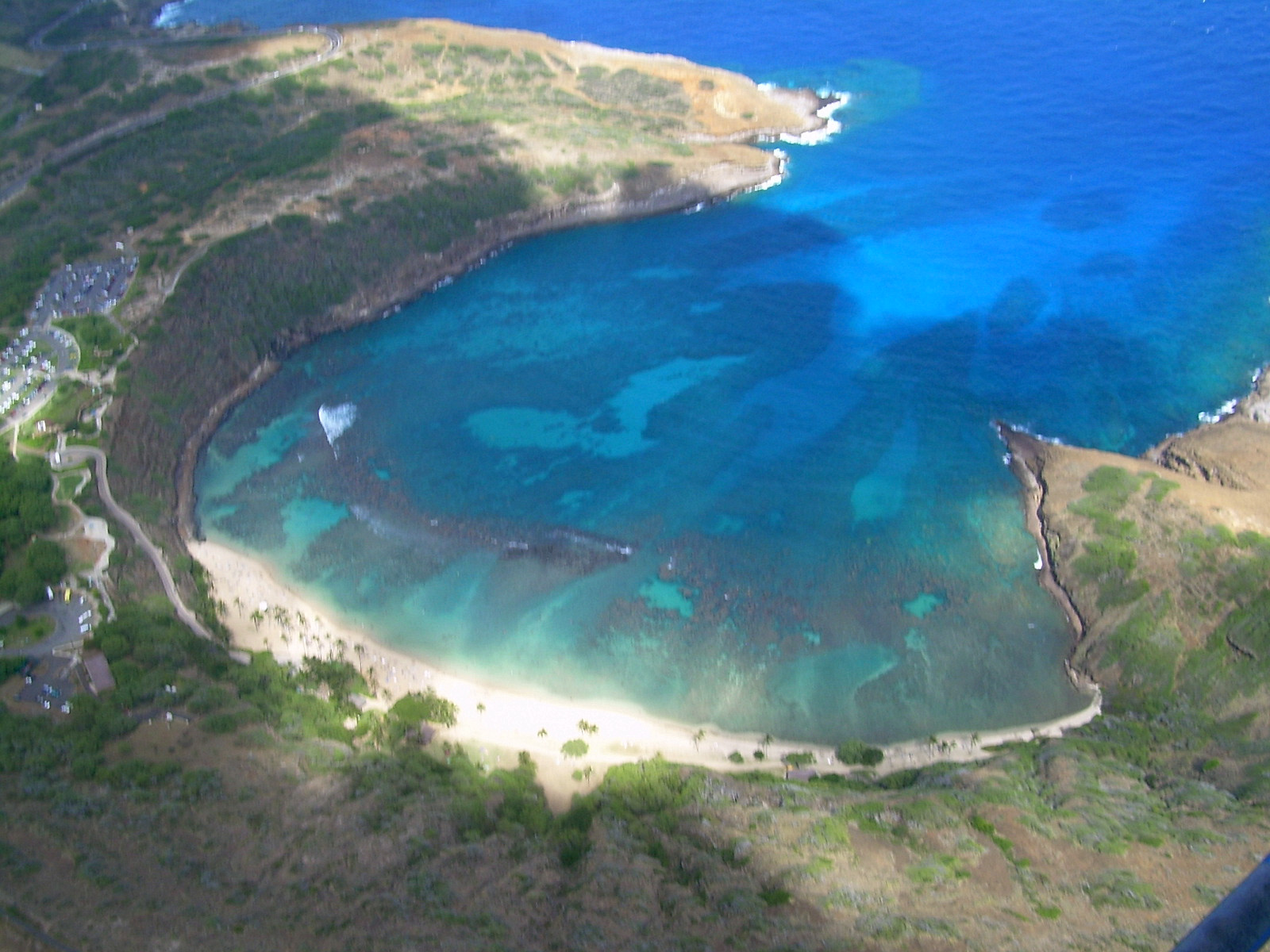
Інший вид з повітря
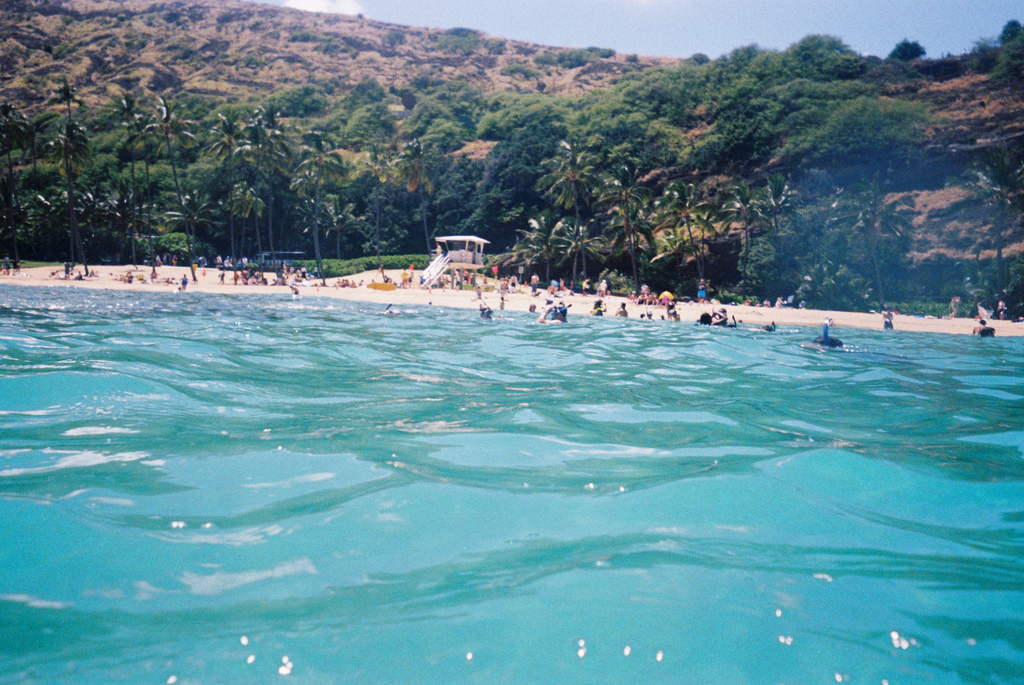
Вид на берег
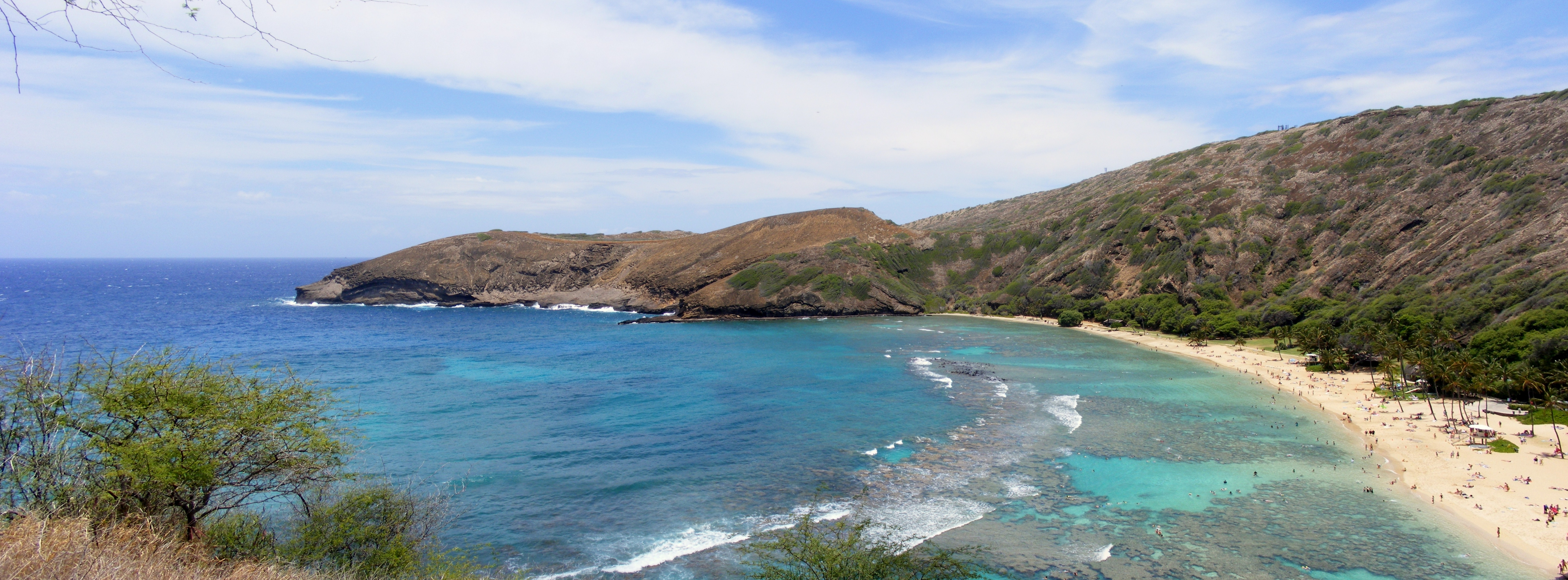
Панорама